# ツヒンヴァリ

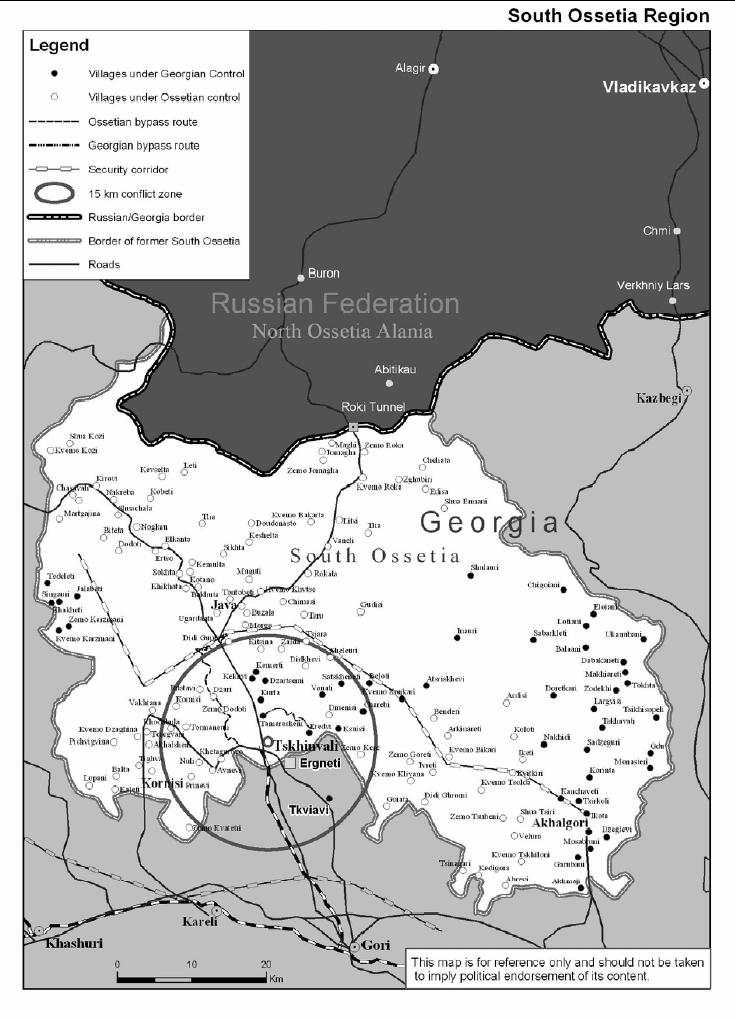
旧南オセチア自治州の地図。円内がツヒンヴァリの周囲15キロメートル領域で、グルジア－オセチア衝突地帯。

ツヒンヴァリ（オセット語: ЦхинвалまたはЧреба, - Tskhinval, Chreba; グルジア語: ცხინვალი, 英: Tskhinvali, Cchinvali, Cxinvali, ツヒンバリとも書かれる）は、国際的合意ではジョージア国の自治州とされている南オセチアの州都とされる都市。ロシアなど少数の国は、事実上の独立状態にある南オセチア共和国の首都として承認している。大リアフヴィ川の河畔に広がる。ジョージアの首都・トビリシからは約100km。
1990年から1992年にかけての南オセチア紛争の結果、当時のグルジア人住民の多くは南オセチアを離れ、人口も激減していると推定される。
1990年から1992年にかけての紛争で、町は分離主義集団とグルジア政府軍との交戦の場となり、大きく破壊された。1994年以後、ツヒンヴァリは欧州安全保障協力機構（OSCE）の監督下で、グルジア・オセチア・ロシア平和維持軍が管理している。

## 名称
ツヒンヴァリの呼称は、グルジア語Krtskhinvali (ქრცხინვალი)のカナ書きで
あり、「シデの国」を意味する。（シデはカバノキ科の樹木。）歴史的にもこの名称がよく使われてきた。1934年から1961年まではスターリンに因んでスタリニリ（Staliniri）(グルジア語: სტალინირი)と呼ばれていた。現代のオセット人(オセチア人)は、グルジア語の主格を意味する語尾の i を取って、ツヒンワル（Tskhinval）と呼ぶ。また、公式名称ではないが、チレバ（Чреба / CHreba）と呼ぶオセット人も多い。

## 歴史
現在のツヒンヴァリ周辺は、青銅器時代に一度栄えた。発掘された遺物も多く、東グルジアのイベリアや西グルジアのコルキスの文化の影響が見られる。

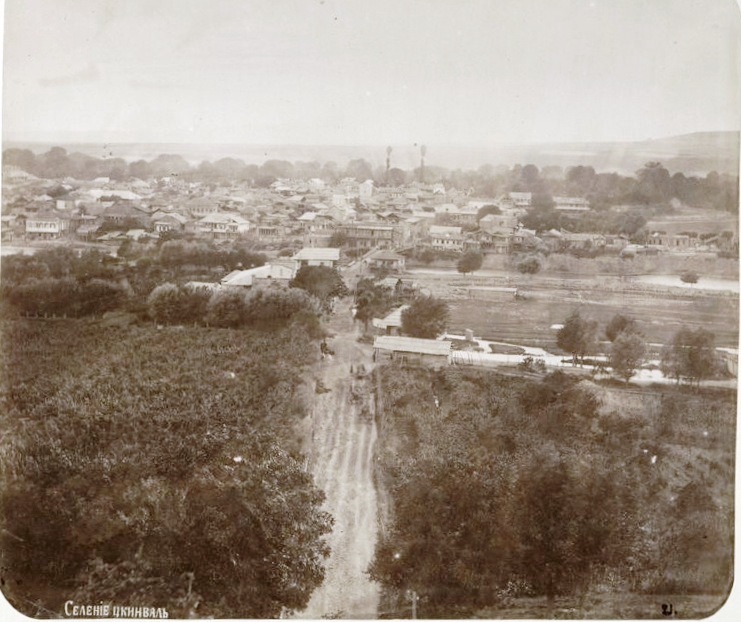
19世紀のツヒンヴァリ、D. Rudnevによる撮影(1886)。

ツヒンヴァリがカルトヴェリ人の領土となったのは、3世紀のイベリア王Asphagurの時代とよく言われるが、確かな記録としては1398年にカルトリ王国 (Kartli) の1村であったことが知られている。18世紀初頭まで、ツヒンヴァリは主に僧院の農奴が暮らす国王直轄領であった。1801年、ツヒンヴァリは残りのカルトリ地方と共に、ロシア帝国に併合される。南コーカサス (North Caucasus) とトビリシ、ゴリの交易路沿いの町として栄え、ユダヤ人、グルジア人、アルメニア人、オセット人が住んだ。
1918年から20年にかけてのグルジア－オセチア紛争中、グルジア民主共和国の一部として一時的にロシアから独立した。しかし1921年からロシアの後を継いだソビエト連邦の侵攻 (Red Army invasion of Georgia) を受け、ソビエト連邦グルジア・ソビエト社会主義共和国内にある南オセチア自治州 (South Ossetian Autonomous Oblast) の州都となった。その後、ツヒンヴァリの都市化が進んだため、ソ連のコレニザーツィヤ政策 (Korenizatsiya) の一環として、周辺のオセット人がツヒンヴァリに呼び寄せられた。主な産業は林業と製造業であり、後のツヒンヴァリ州大学となる教育研究所(Pedagogical Institute)や劇場なども作られている。1989年に行われたソ連時代最後の国勢調査によると、ツヒンヴァリの人口は42,934人であった。
1989年頃から始まって現在も続いている南オセチア紛争で、グルジア軍とオセチア軍の対立や戦闘がしばしば行われている。1992年にソチで行われた休戦協定により、少数民族となっていたグルジア人の退去が決まり、ツヒンヴァリはオセット人の町となっている。2015年に行われた国勢調査ではオセット人が人口の95%を占めていた。

## 気候
| ツヒンヴァリの気候     | ツヒンヴァリの気候 | ツヒンヴァリの気候 | ツヒンヴァリの気候 | ツヒンヴァリの気候 | ツヒンヴァリの気候 | ツヒンヴァリの気候 | ツヒンヴァリの気候 | ツヒンヴァリの気候 | ツヒンヴァリの気候 | ツヒンヴァリの気候 | ツヒンヴァリの気候 | ツヒンヴァリの気候 | ツヒンヴァリの気候 |
| 月                     | 1月                | 2月                | 3月                | 4月                | 5月                | 6月                | 7月                | 8月                | 9月                | 10月               | 11月               | 12月               | 年                 |
| ---------------------- | ------------------ | ------------------ | ------------------ | ------------------ | ------------------ | ------------------ | ------------------ | ------------------ | ------------------ | ------------------ | ------------------ | ------------------ | ------------------ |
| 平均最高気温 °C （°F） | 1.9 (35.4)         | 3.3 (37.9)         | 7.8 (46)           | 14.2 (57.6)        | 19.5 (67.1)        | 22.8 (73)          | 25.2 (77.4)        | 25.4 (77.7)        | 21.2 (70.2)        | 15.8 (60.4)        | 8.7 (47.7)         | 4.0 (39.2)         | 14.15 (57.47)      |
| 日平均気温 °C （°F）   | −2.6 (27.3)        | −1.4 (29.5)        | 2.8 (37)           | 8.1 (46.6)         | 13.3 (55.9)        | 16.6 (61.9)        | 19.1 (66.4)        | 19.2 (66.6)        | 14.9 (58.8)        | 9.9 (49.8)         | 4.1 (39.4)         | −0.4 (31.3)        | 8.63 (47.54)       |
| 平均最低気温 °C （°F） | −7.1 (19.2)        | −6.0 (21.2)        | −2.2 (28)          | 2.0 (35.6)         | 7.2 (45)           | 10.4 (50.7)        | 13.1 (55.6)        | 13.0 (55.4)        | 8.6 (47.5)         | 4.1 (39.4)         | 0.5 (32.9)         | −4.7 (23.5)        | 3.24 (37.83)       |
| 降水量 mm （inch）     | 46 (1.81)          | 46 (1.81)          | 52 (2.05)          | 74 (2.91)          | 97 (3.82)          | 97 (3.82)          | 75 (2.95)          | 66 (2.6)           | 60 (2.36)          | 68 (2.68)          | 65 (2.56)          | 59 (2.32)          | 805 (31.69)        |
| 出典：Climate-data.org |                    |                    |                    |                    |                    |                    |                    |                    |                    |                    |                    |                    |                    |

## 交通
鉄道
市内にはグルジア鉄道のツヒンヴァリ駅があったが、1991年の紛争による鉄道の運行停止に伴って廃駅となっている。その後は、駅跡がバスステーションとして利用されている。